# جبل ماكجريجور (واشنطن)
جبل ماكجريجور، عبارة عن كتلة صخرية يبلغ ارتفاعها 8,122 قدماً (2,476 متراً)، تقع في وداي ستهيكين الذي يعتبر جزء من منطقة نورث كاسكيد في مقاطعة شيلان الواقعة في ولاية واشنطن.يقع جبل ماكريجور شمال غرب بحيرة شيلان في جبال ميثو الشماليه على الحدود المشتركة لمنتزه نورث كاسكيد الوطني وبحيرة شيلان الوطنية الترفيهية. أقرب تجمع سكاني هو منطقة ستهيكين، وأقرب جبل مجاور له هو جبل جوود الذي يبعد 7.3 ميل (11.7 كم) إلى الشمال الغربي.يتدفق جريان الأمطار من الجبل حتى يصل إلى روافد نهر ستهيكين. تعتبر التضاريس الطبوغرافية مهمة لأن الجانب الجنوبي من الجبل يبلغ ارتفاعه 6600 قدماً فوق هذا النهر. يمر عبر القاعدة الغربية لهذا الجبل طريق شهير يسمى طريق باسيفيك كريست، ويتزايد ممر جبل ماكجريجور- الذي يبلغ طوله 7.7 ميل (12.4 كم) -تزايداً يبلغ 6600 قدم (1920 متر). يتطلب الوصول للقمة التسلق لأعلى على إرتفاع 1100 قدم (330 متراً) وقد تكون هناك حاجة إلى وجود فأس جليدي في حالة وجود بقايا ثلوج تغطي الطريق.قديماً كانت القمة موقعاً لكابينة مراقبة حريق من عام 1923 حتى عام 1955، ولكن حالياً يتواجد مكرر راديو لخدمة الحديقة الوطنية.تشمل المناظر التي يمكن رؤيتها من قمة الجبل قمة جلاسير وقمة بلاك وقمة كورتيو وجبل فريسكو وقمة توبشن وقمة دووم وجبل جلوري وغيرها الكثير.سمي هذا الجبل نسبةً لبيل ماكجريجور أحد سكان وادي ستهيكين الذي كان له كوخ ومنزل في قاعدة هذ الجبل خلال تسعينيات القرن التاسع عشر. في مايو من عام 1901 اختفى بيلي بين عشية وضحاها من قارب رسوٍ في بحيرة شيلان ولم يرى أو يسمع عنه أحد بعد ذلك.

## المناخ
يتمتع جبل ماكجريجور بمناخ جبال الألب الذي يشمل أيضاً منطقة ساندلي جلاسير الموجودة على منحدراته الشمالية. تنشأ معظم جبهات الطقس في المحيط الهادئ، وتنتقل شمال شرقًا نحو جبال كاسكيد. مع اقتراب الجبهات الهوائية من الشلالات الشمالية، ثم ترنع نتيجة إصطدامها بقمم سلسلة كاسكيد، مما يتسبب في إسقاط رطوبتهم على شكل مطر أو تساقط ثلوج على منطقة الشلالات ( غيوم بيرقية ). نتيجة لذلك، تشهد منطقة الشلالات الشمالية سابقة الذكر هطول أمطار غزيرة، خاصة خلال أشهر الشتاء في شكل تساقط للثلوج. خلال أشهر الشتاء، يكون الطقس غالبًا غائمًا، ولكن غالبًا ما يكون هناك القليل من الغطاء السحابي أو لا يوجد أي غطاء على الإطلاق خلال فصل الصيف؛ بسبب أنظمة الضغط المرتفع فوق المحيط الهادئ التي تشتد خلال أشهر الصيف.

## التضاريس

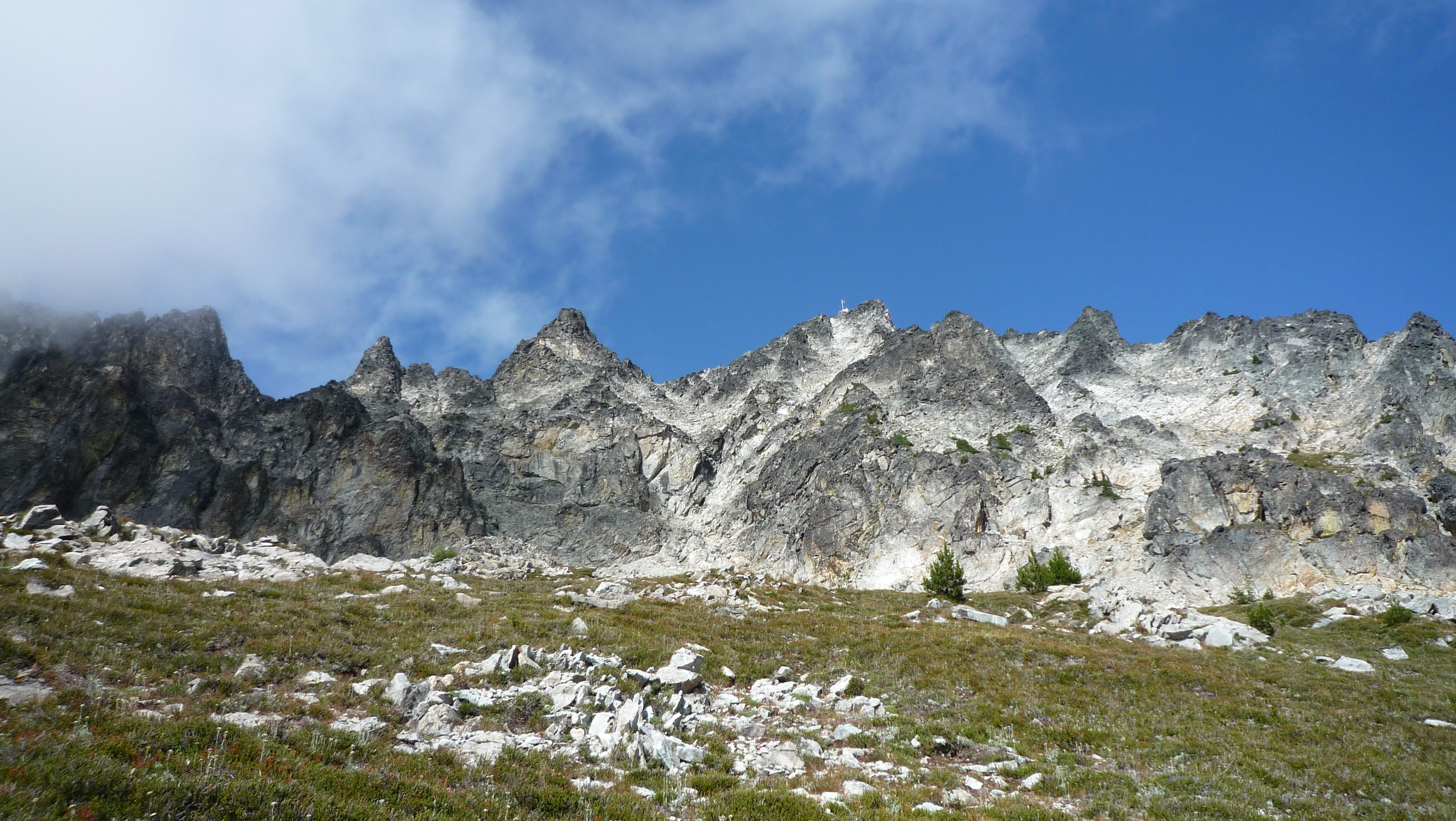
الجانب الجنوبي من جبل مكجريجور. قم بالتكبير لرؤية المكرر مرئيًا على القمة

تتميز الشلالات الشمالية ببعض التضاريس الأكثر وعورة في سلسلة جبال كاسكيد مع قمم وتلال صخرية ووديان جليدية عميقة وأبراج من الجرانيت. خلقت الأحداث الجيولوجية التي حدثت منذ سنوات عديدة تضاريس متنوعة وتغيرات جذرية في الارتفاع على مدى سلسلة كاسكيد مما أدى إلى اختلافات مناخية مختلفة. تؤدي هذه الاختلافات المناخية إلى تنوع نباتي يميز المناطق البيئية في هذه المنطقة.
يعود تاريخ تكوين جبال كاسكيد عبر ملايين السنين إلى أواخر عصر الإيوسين.مع تجاوز صفيحة أمريكا الشمالية لصفيحة المحيط الهادئ، حلقات من النشاط البركاني بقيت كما هي. بالإضافة إلى ذلك، أجزاء صغيرة من الغلاف الصخري المحيطي والقاري تسمى كونت لاجبال في منطقة الشلالات الشمالية قبل حوالي 50 مليون سنة.
خلال فترة العصر البليستوسيني التي يعود تاريخها إلى أكثر من مليوني عام، كان التجلد يتقدم ويتراجع مرارًا وتكرارًا مما جفف السطح تاركًا رواسب من الحطام الصخري. المقطع العرضي لأودية الأنهار الذي يظهر على شكل حرف U هو نتيجة التجلد الأخير. كانت عمليات الرفع والصدوع المترافقة مع التجلد هي العمليات الرئيسية التي كونت القمم العالية والوديان العميقة في منطقة نورث كاسكيد.

## صور لجبل ماكجريجور

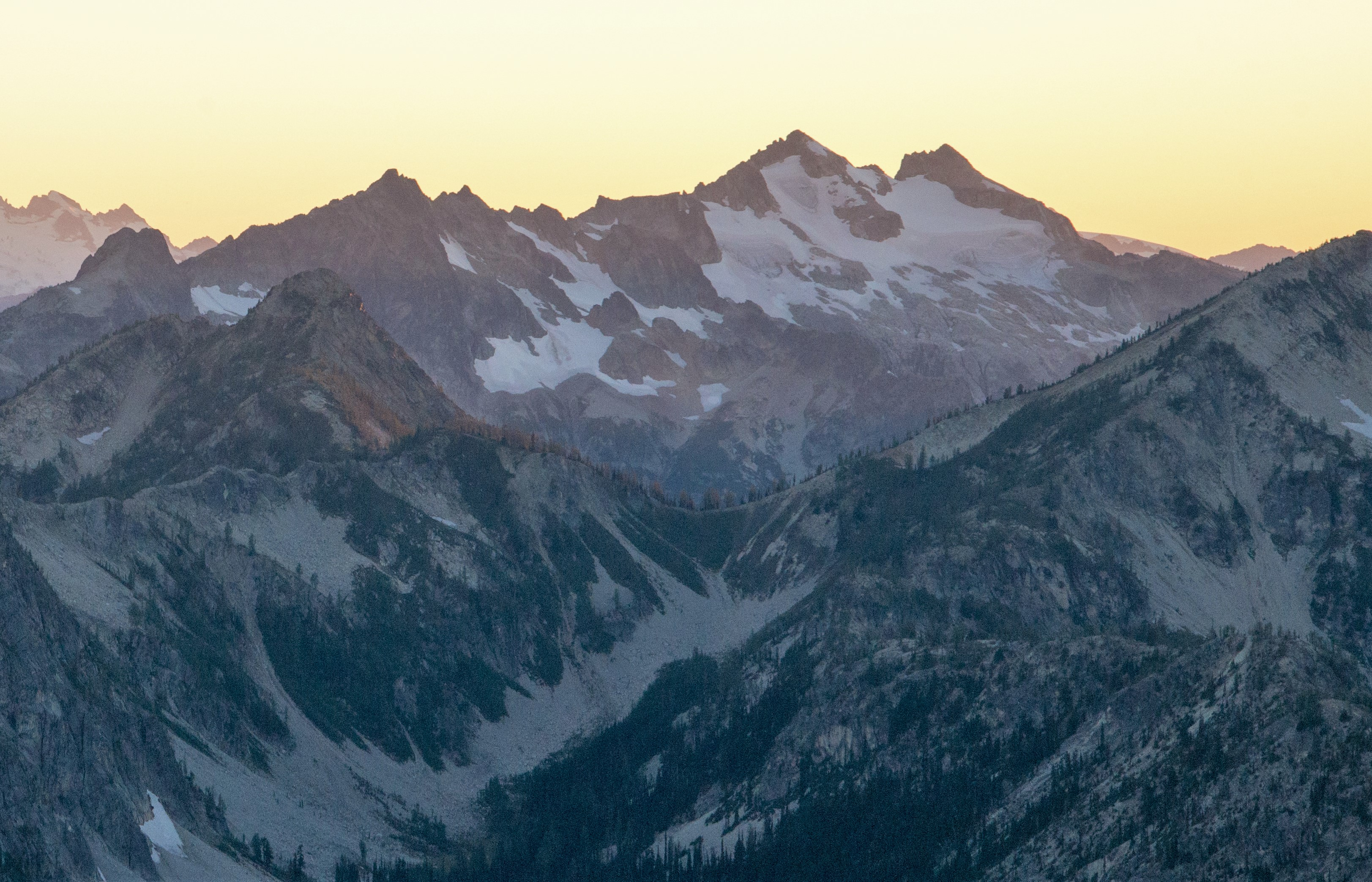
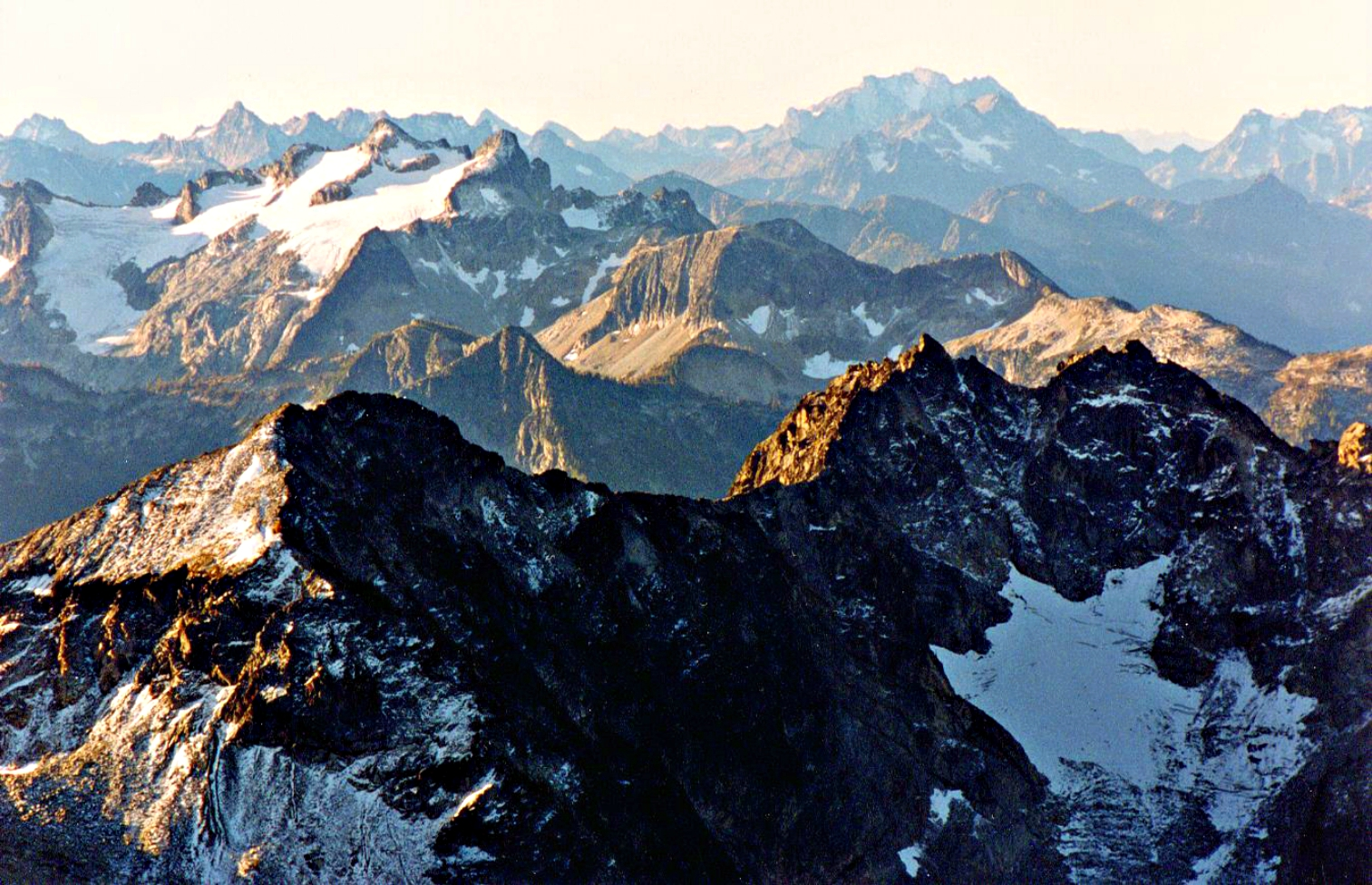
ساندلي جلاسير وجبل ماكجريجور في أعلى اليمين (جبل بينزارينو في أسفل يسار الصورة)
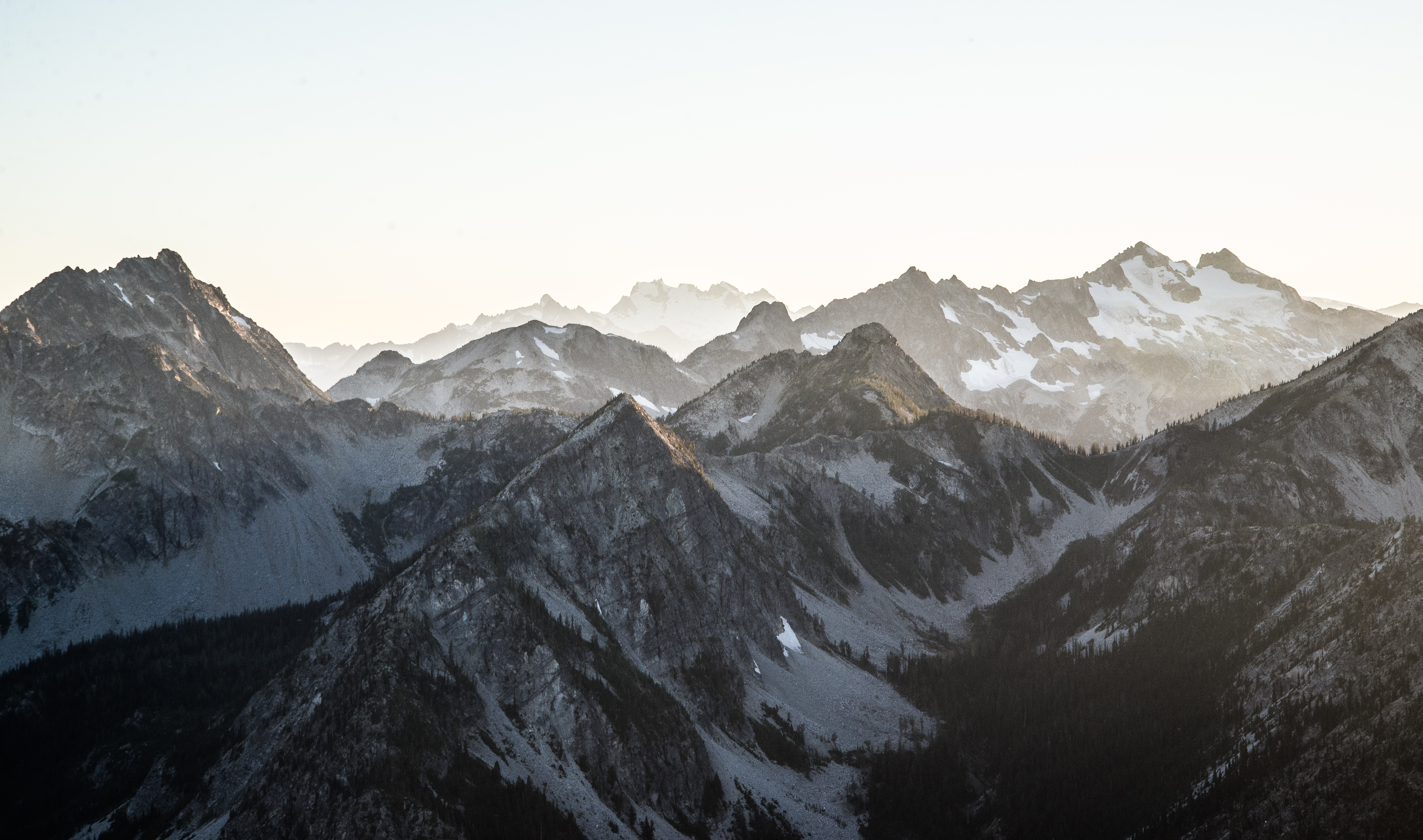
جبل ماكريجور في أعلى اليمين